# Зар (культ)
Зар — языческий религиозный культ, который первоначально возник в центральной части Эфиопии в XVIII веке и затем распространился в некоторых регионах Восточной и Северо-Восточной Африки (Египет, Судан, Сомали, Джибути, Эритрея); по причине вывоза рабов-африканцев из этих мест в Юго-Западную Азию культ появился, пусть и в очень небольших масштабах, также на юго-западе Ирана и в некоторых странах Ближнего Востока; в настоящее время культ практикуется как минимум в Эфиопии, Судане и в южноиранской провинции Бушер, при этом во всех трёх странах официально запрещён. Культ зар предполагает овладевание какого-либо человека (как правило, женщины) божеством, после чего она получает на время способность проводить ритуалы исцеления.
Главным атрибутом культа является музыкальный инструмент танбура — шестиструнная лира, которая, как и сам культ, имела в том или ином виде распространение в районах Восточной Африки и Аравии. Другим важным инструментом является мангур — пояс, сшитый из нескольких козьих копыт, который обвязывают вокруг пояса во время танцев, а также различные музыкальные инструменты.
В Судане в течение XIX и XX веков, по некоторым сведениям, общины культа зар служили убежищем для женщин и геев от преследований консервативного мусульманского общества.
В Эфиопии адепты культа как в христианской, так и в мусульманской среде считаются колдунами, которые могут наслать на человека болезнь или призвать злых духов, чтобы те овладели им. В конце XIX века в Европе появилось описание одного из методов лечения, практикуемого культистами в Эфиопии: с целью излечить человека от болезни они приносят в жертву козу или курицу, смешивая затем её кровь с жиром и маслом и помещая сосуд с этой смесью на дороге; считается, что тот, кто найдёт и попробует эту стряпню, «возьмёт» болезнь человека, ради которого была принесена жертва.